# Trachyscorpia cristulata
Trachyscorpia cristulata är en fiskart som först beskrevs av Goode och Bean, 1896.  Trachyscorpia cristulata ingår i släktet Trachyscorpia och familjen kungsfiskar.

## Underarter
Arten delas in i följande underarter:
- T. c. echinata
- T. c. cristulata